# Nicole Tourneur

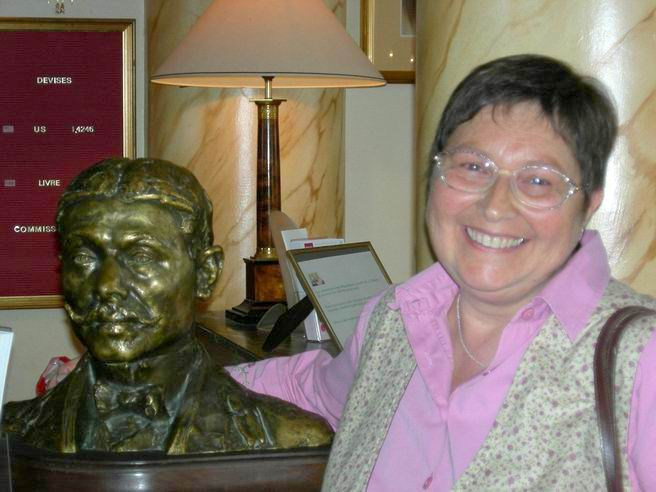
Nicole Tourneur (2006)

Nicole Tourneur (* 9. August 1950 in Maisons-Alfort; † 14. Mai 2011 in Mesnil Saint Denis) war eine französische Schriftstellerin.

## Lebenslauf
Das gesamte Leben von Nicole Tourneur ist geprägt von Krankheiten. In ihrer Jugend litt sie an Asthma und als Erwachsene erkrankte sie an Krebs. Sie lebte sieben Jahre lang in Mexiko und begann erst zu schreiben, nachdem ihre drei Kinder aus dem Haus waren.

## Werke für Erwachsene
- Laurie ou le souffle du papillon, roman (Gunten, Dole) 2001[1]
- Les fenêtres, nouvelles (Gunten, Dole) 2002
- Passé compliqué, Roman (Gunten, Dole) 2004[2]
- Les Dieux sont servis, Roman (Gunten, Dole) 2006
- Terre brûlante, Roman (Gunten, Dole) 2009
- Où va le temps ... (Janus, Paris) 2010
- Le serpentin des mots (Editions du bout de la rue) 2011

## Werke für Kinder
- Clara et les nuages (Éditions du Bout de la Rue), 2007
- Girouette la chouette (Éditions du Bout de la Rue), 2007
- Les péripéties d’Antoine – le vaccin (Éditions du Bout de la Rue), 2007
- Le lama vert qui n'avait pas d'oreilles (Éditions du Bout de la Rue), 2009
- Oscar le suricate qui portait malheur (Éditions du Bout de la Rue), 2011